# Videoteipe

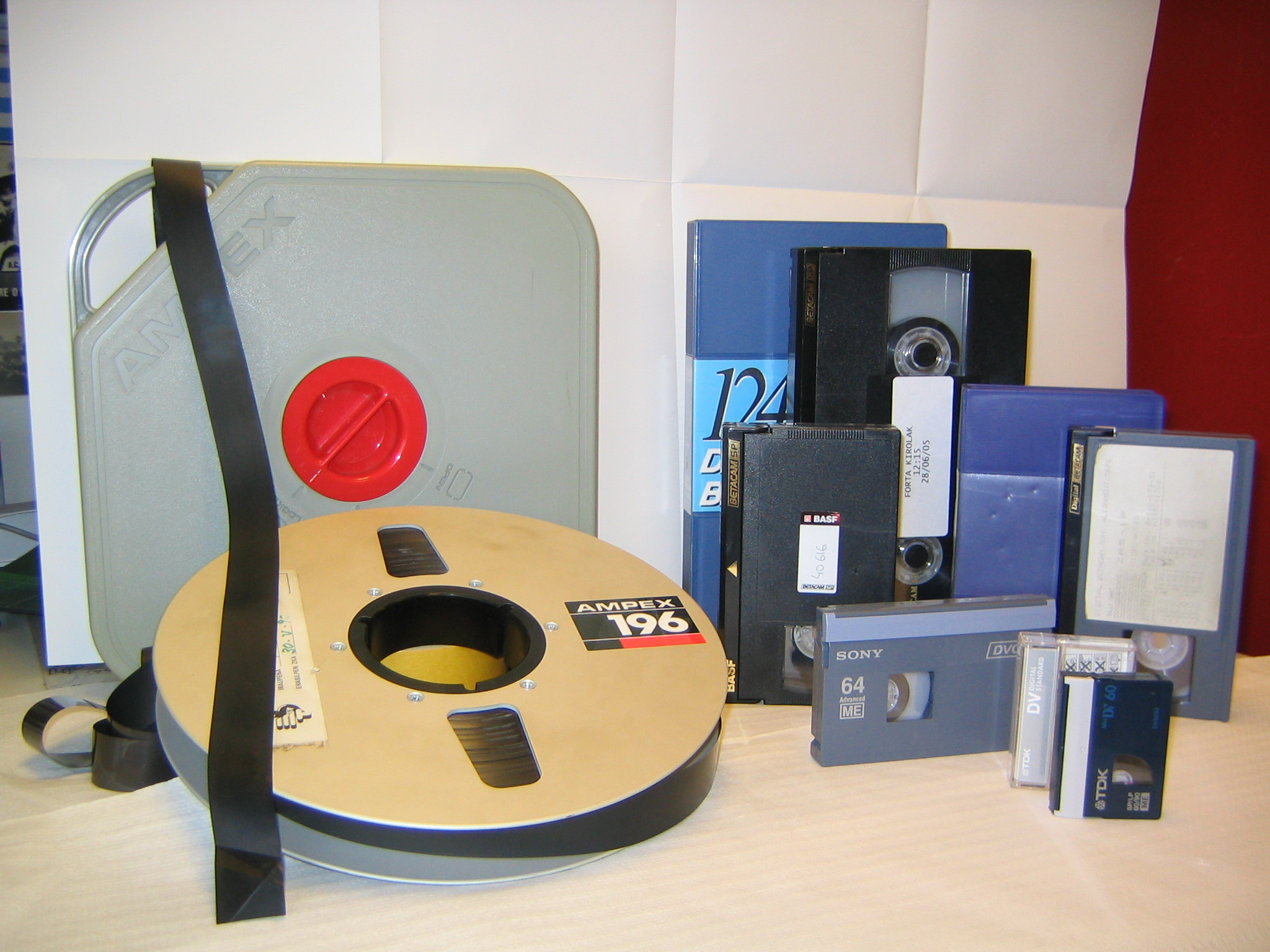
Diversos tipos de videoteipes

Videoteipe, Videotape ou VT (do inglês videotape = literalmente fita de vídeo) consiste numa fita de material plástico, bastante fina, que tem uma cobertura de partículas magnéticas, normalmente usada para o registro de imagens televisivas ao passar por aparelho em que as partículas são ordenadas. Seu uso permitiu a gravação prévia de programas destinados a transmissões posteriores. Designa, ainda, por extensão, o processo de registro das produções de televisão em fitas magnéticas. Esta tecnologia tornou-se obsoleta com a introdução dos meios digitais de gravação.

## Histórico

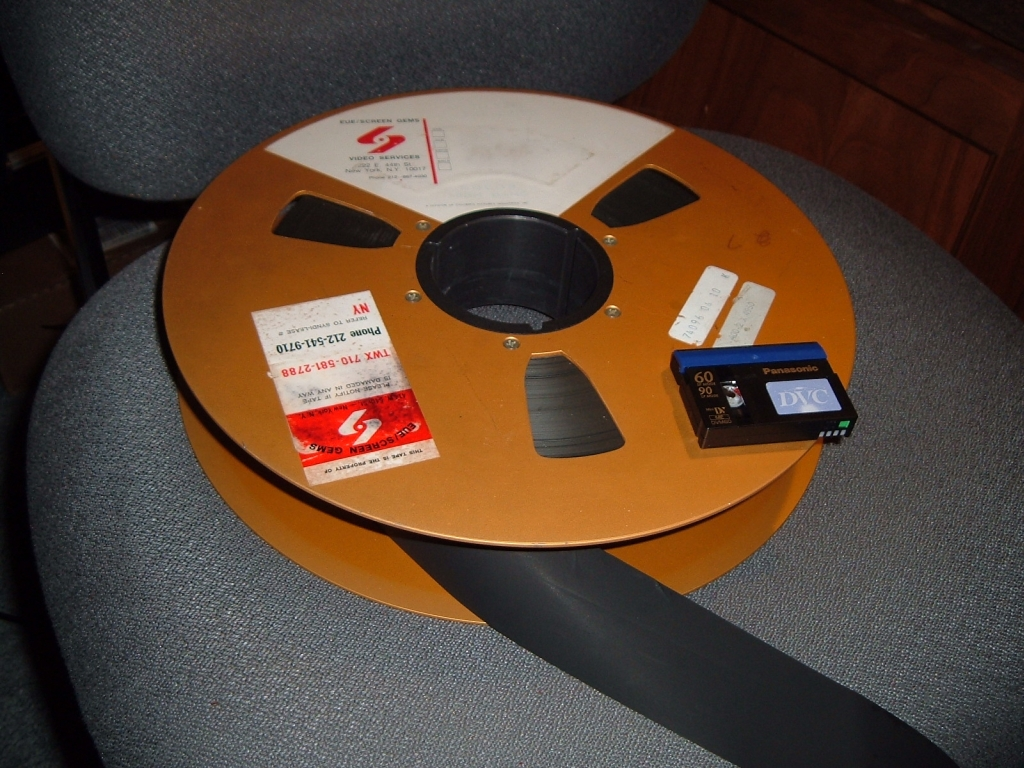
Videoteipe do formato quadruplex.

A divisão de eletrônica da companhia pertencente ao artista estadunidense Bing Crosby - a Bing Crosby Enterprises (BCE) - realizou a primeira demonstração mundial da gravação em videoteipe em Los Angeles, em 11 de Novembro de 1951. Desenvolvida por Jack Mullin e Wayne R. Johnson desde 1950, o dispositivo produzia imagens descritas como "borradas e indistinguíveis", usando um aparelho de gravação Ampex 200 modificado e uma fita com largura de 0,6 centímetros, movida numa velocidade de 9,1 metros por segundo.
Um ano depois uma versão melhorada, usando uma fita magnética de 2,6 cm. (uma polegada), foi apresentada à imprensa, que segundo registros da época provocaram assombro pela boa qualidade das imagens, apesar de apresentar uma "persistente granulação que faziam-na parecer a um filme usado". Em geral, a qualidade dos quadros foi considerada ainda inferior às melhores gravações em filme usadas no cinescópio.
A Bing Crosby Enterprises projetou o lançamento de uma versão comercial em 1954, mas isso não ocorreu. A BCE demonstrou um modelo colorido em fevereiro de 1955, que usava uma gravação longitudinal em fita de meia polegada de largura (1,3 cm.), bastante semelhante ao que a RCA havia apresentado em 1953. A CBS, concorrente da RCA, estava prestes a produzir as máquinas da BCE, quando a Ampex introduziu o superior sistema denominado Quadruplex.